# Nei riyong jing
De Nei Riyong Jing of Nei Yeh-yung Ching is net als de Qing Jing Jing een daoïstisch geschrift waarvan de wortels volgens de daoïstische traditie zouden teruggaan op de Oude Meester, Lao Zi. De volledige titel in het Chinees is:
"Taishang Laojun Nei Riyong Miaojing", "Het Wonderbaarlijke Geschrift voor de Dagelijkse Innerlijke Praktijk, zoals verwoord door de Hoogste Heer Lao".

## Geschiedenis van het geschrift
Naar de stijl van vooral het eerste deel en een stuk van het tweede deel zou de Nei Riyong Jing net als de Tao Te Ching (Daodejing), de Nei Yeh en de Qing Jing Jing kunnen dateren van de Periode van de Strijdende Staten (475-221 v.Chr.). De tekst is eerst mondeling doorgegeven, mogelijk al in versvorm om de woorden van Lao Zi te kunnen reciteren. Vooral het eerste deel bevat veel aanwijzingen voor meditatie die ook (verspreid) in de Daodejing voorkomen.
Volgens Louis Komjathy is de Nei Riyong Jing op schrift (net als de Qing Jing Jing) onderdeel van een groep teksten die de "Helderheid en Rust"-literatuur genoemd worden. De 'auteur' is onbekend, de periode van notatie kan de Zuidelijke Song (1127-1279) zijn. Net als bij de Qing Jing Jing is er een kruisbestuiving tussen de meditaties uit de Tang (618-906) en de interne alchemie van de Song. Ook zijn er invloeden van het boeddhisme.

## Inhoud
De tekst kan onderscheiden worden in drie gedeeltes:
Het eerste deel bevat concrete aanwijzingen voor zitmeditatie:
"Zit recht met de mond gesloten"
"Sta geen enkele gedacht toe"
"Vergeet alles (de 10.000 vormen)"
In het tweede deel wordt ingegaan op het proces van meditatie:
"De Geest en de energie (Qi) komen tot vereniging"
"als bij een ongeboren kind"
Het laatste deel over de aspecten van meditatie volgens de Chinese fysiologie lijkt eerder uit de Song-tijd voort te komen, uit de Neidan of "Innerlijke Alchemie". Er zijn vrijwel geen overeenkomsten met de Dao De Jing.

## Vertalingen
De oudste vertaling van de Nei Riyong Jing is van James Legge (1891); deze noemt het: 'Zah Yung King', door hem vertaald als “Classic for the Directory for a Day”, “Het Klassieke Geschrift met de Richtlijnen voor de Dag”.
Deze aanwijzingen voor dagelijkse meditatie, voor blijvende meditatie door de dag heen, zijn als appendix IV opgenomen in James Legge's The Texts of Taoism, Vol.II. Legge geeft aan dat dit geschrift ook boeddhistische uitdrukkingen bevat en dus in deze schriftelijke versie geen vroege tekst is.
James Legge stelt bij zijn commentaar op de Zah Yung King aan het eind dat zowel de confucianisten als de boeddhisten vrij schamper over dit geschrift dachten. Niettemin is het nuttig als voorbeeld van aanwijzingen voor de daoïstische meditatie, zeker als aanvulling op de Qing Jing Jing. De kern ervan verschilt niet wezenlijk van de meditatietechnieken van yoga en het boeddhisme.
Een tweede, meer recente vertaling van een iets andere versie is van de hand van Louis Komjathy, als “Developing Clarity and Stillness: The Scripture for Daily Internal Practice”, "Het Geschrift voor Dagelijkse Binnenwaarts gerichte Oefening".
Komjathy baseert zijn vertaling op de in de daoïstische canon opgenomen 'Taishang Laojun Nei Riyong Miaojing', volledig vertaald door Komjathy als: “Wondrous Scripture for Daily Internal Practice of the Great High Lord Lao”, het “Wonderbaarlijke of Mystieke Geschrift voor Dagelijkse Binnenwaarts gerichte Oefening zoals verwoord door de Hoogste Heer Lao”. Met de Nei Yeh heeft de Nei Riyong Jing de term Nei, innerlijk/gerichtheid op het innerlijk gemeen.
Een vergelijkbare vertaling is van Livia Kohn.
In  juni 2019 is er ook een Nederlandse vertaling verschenen van de Nei Riyong Jing in het boek 'Mediteren met Lao Zi' door Wuwen Zi, vooral gebaseerd op de vertalingen van Legge, Komjathy en Kohn (zie Bronnen). Deze vertaling is zonder toelichting of commentaar vermeld op de website daoisme.nl